# Обжиця
Обжиця (пол. Obrzyca, Obrzycha, Gniła Obra, нім. Obrzyckofiuss, Faule Obra) — річка в Польщі, у Новосольському й Зельноґурському повітах Любуського воєводства. Права притока Одри (басейн Балтійського моря).

## Опис
Довжина річки 49,05 км, висота гирла над рівнем моря — 50,01 м, найкоротша відстань між витоком і гирлом — 25,97  км, коефіцієнт звивистості річки — 1,89 . Площа басейну водозбору 1808  км².

## Розташування
Витікає з озера Шльонського у селі Лубіатув ґміни Кольсько. Спочатку тече на північний захід, потім на південний захід і біля села Цигацице ґміни Сулехув впадає у річку Одру.
Населені пункти вздовж берегової смуги: Конотоп, Кольсько, Каршин, Карґова, Хвалим, Смольно, Поллєгурж, Радовице, Ґужиково.